# Козонкова
Козонкова — деревня в Камышловском районе Свердловской области России, входит в состав Обуховского сельского поселения.

## Географическое положение
Деревня Козонкова расположена в 12 километрах (по дороге в 15 километрах) к югу от города Камышлова, на обоих берегах реки Реутинки (правого притока реки Пышмы). В деревне имеется пруд.

## Население
| 2002 | 2010 | 2021 |
| ---- | ---- | ---- |
| 18   | ↘4   | ↘3   |